# Jakov Permjakov
Jakov Permjakov, in russo Яков Пермяков? (... – 1712), è stato un marinaio, esploratore e mercante russo, che ha esplorato le isole della Nuova Siberia.

## Biografia
Nel 1710, durante la navigazione dal fiume Lena al Kolyma, il cosacco Jakov Permjakov aveva avvistato il profilo di alcune isole sconosciute nell'allora poco esplorato mare della Siberia orientale. Quelle isole sono state poi chiamate Bol'šoj Ljachovskij e isole Medvež'i.
Nel 1712, Permjakov ha partecipato alla spedizione al golfo della Jana, guidata da Merkurij Vagin. Hanno attraversato il golfo sul ghiaccio, con i cani da slitta, dalla foce del fiume Jana a Bol'šoj Ljachovskij e hanno esplorato l'isola. Vagin, suo figlio, e Permjakov sono stati uccisi sulla via del ritorno dai membri della spedizione che si erano ammutinati. I resti di Jakov Permjakov non sono mai stati trovati.